# 高倉永康
高倉 永康 （たかくら ながやす）は、室町時代後期の公卿。権中納言・高倉永継の子。官位は正三位・参議。高倉家6代。法名は常玄。

## 官歴
『公卿補任』による
- 時期不明：叙爵（従五位下）
- 文明9年（1477年） 正月6日：従五位上
- 文明年間：侍従
- 文明10年（1478年） 5月12日：正五位下
- 文明年間：左兵衛佐
- 文明18年（1486年） 3月26日：従四位下
- 長享3年（1489年） 8月19日：従四位上
- 延徳2年（1490年） 7月某日：右兵衛督
- 明応3年（1494年） 正月6日：正四位下
- 明応7年（1498年） 某日：従三位、非参議。12月26日：参議
- 文亀2年（1502年） 7月某日：正三位
- 永正4年（1507年） 6月24日：出家（法名常玄[1]）
- 永正9年（1512年） 4月16日：卒去（享年49）

## 系譜
『系図纂要』による
- 父：高倉永継
- 母：東坊城益長の娘
- 生母不明の子女
  - 男子：高倉永家（1496-1578）